# Lederia imdecorata
Lederia imdecorata es una especie de coleóptero de la familia Tetratomidae.

## Distribución geográfica
Habita en Japón.